# Buddleja latiflora
Buddleja latiflora là một loài thực vật có hoa trong họ Huyền sâm. Loài này được S.Y.Bao mô tả khoa học đầu tiên năm 1983.